# Goudvleugelmanakin
De goudvleugelmanakin (Masius chrysopterus) is een zangvogel uit de familie Pipridae (manakins).

## Verspreiding en leefgebied
Deze soort komt voor van Venezuela tot Peru en telt vijf ondersoorten:
- M. c. bellus: westelijk Colombia.
- M. c. pax: zuidoostelijk Colombia en oostelijk Ecuador.
- M. c. coronulatus: zuidwestelijk Colombia en westelijk Ecuador.
- M. c. chrysopterus: van centraal Colombia tot noordwestelijk Venezuela.
- M. c. peruvianus: zuidelijk Ecuador en noordelijk Peru.

## Status
De grootte van de populatie is niet gekwantificeerd maar de soort wordt omschreven als schaars. Op de Rode lijst van de IUCN heeft deze soort de status niet bedreigd.

## Externe link

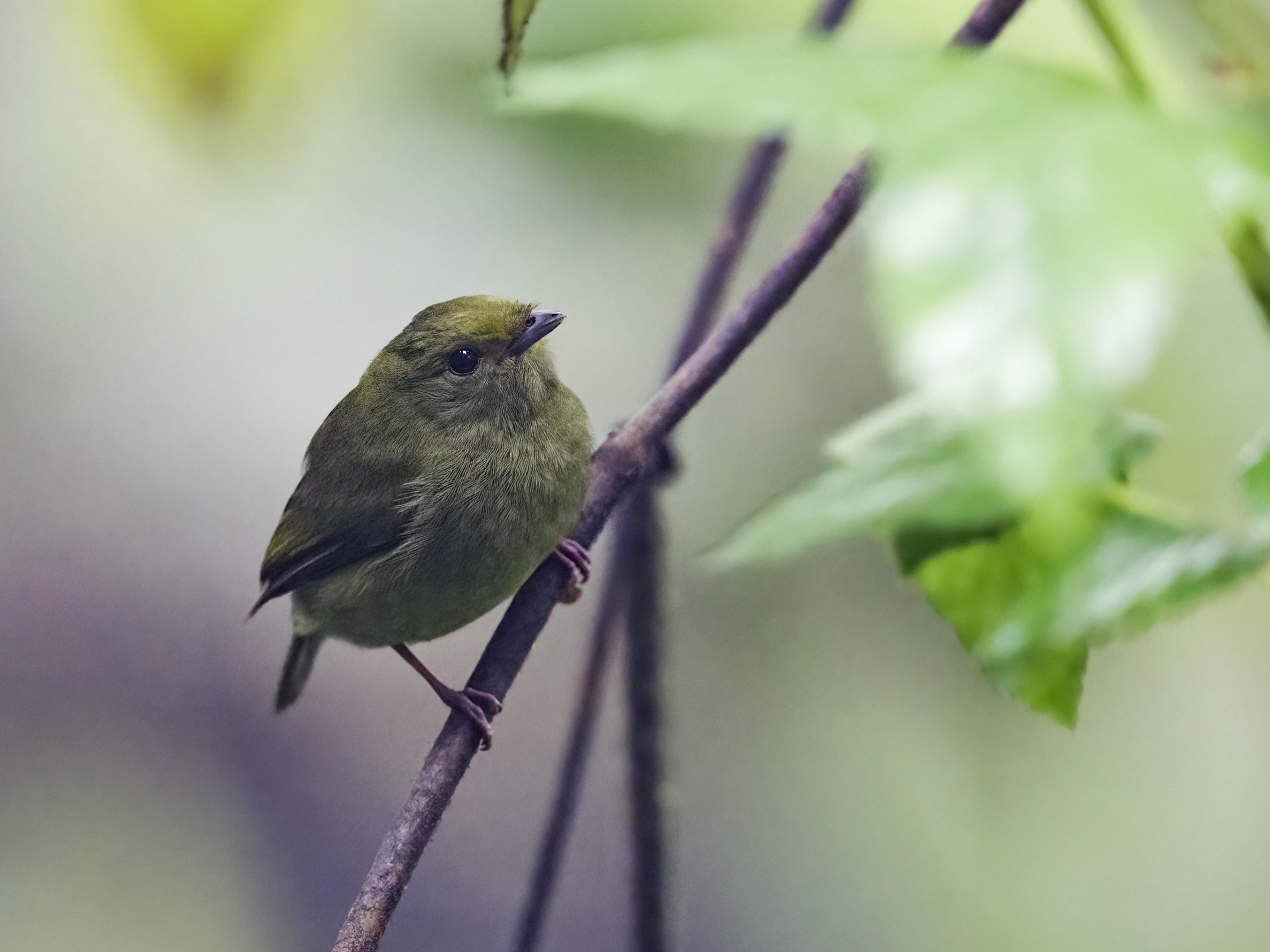
Vrouwtje